# Klukowicze (gromada)
Klukowicze – dawna gromada, czyli najmniejsza jednostka podziału terytorialnego Polskiej Rzeczypospolitej Ludowej w latach 1954–1972.
Gromady, z gromadzkimi radami narodowymi (GRN) jako organami władzy najniższego stopnia na wsi, funkcjonowały od reformy reorganizującej administrację wiejską przeprowadzonej jesienią 1954 do momentu ich zniesienia z dniem 1 stycznia 1973, tym samym wypierając organizację gminną w latach 1954–1972.
Gromadę Klukowicze z siedzibą GRN w Klukowiczach utworzono – jako jedną z 8759 gromad – w powiecie siemiatyckim w woj. białostockim, na mocy uchwały nr 21/V WRN w Białymstoku z dnia 4 października 1954. W skład jednostki weszły obszary dotychczasowych gromad Klukowicze, Klukowicze Kolonia, Wyczółki i Litwinowicze ze zniesionej gminy Klukowicze w tymże powiecie. Dla gromady ustalono 12 członków gromadzkiej rady narodowej.
31 grudnia 1959 do gromady Klukowicze przyłączono wsie Jancewicze, Bobrówka i Zubacze, kolonię Jancewicze-Dęby i przysiółek Turowszczyzna ze znoszonej gromady Wólka Nurzecka oraz obszar zniesionej gromady Wilanowo.
1 stycznia 1969 do gromady Klukowicze przyłączono obszar zniesionej gromady Tymianka.
Gromada przetrwała do końca 1972 roku, czyli do kolejnej reformy gminnej.